# Pic du Tourond
Pour les articles homonymes, voir Tourond.
Le pic du Tourond est un sommet culminant à 2 743 m d'altitude dans le massif des Écrins, dans les Hautes-Alpes en région Provence-Alpes-Côte d'Azur. Il appartient à la région naturelle du Champsaur et se trouve en limite du parc national des Écrins.

## Géographie
Le pic du Tourond est un sommet de 2 743 m d'altitude au tripoint entre les communes de La Motte-en-Champsaur, Saint-Michel-de-Chaillol et de Champoléon, dans le Champsaur.

## Ascension
L'ascension du pic du Tourond est possible par deux itinéraires, à partir de Saint-Michel-de-Chaillol, ou alors en partant du hameau des Fermonds à Champoléon. Ces deux itinéraires se rejoignent au col de la Vénasque (ou col Clémens), d'où on accède au sommet par la face sud du pic, hors sentier. On a alors une belle vue sur les alentours du Vieux Chaillol au nord, notamment les Têtes de Mal-Cros et la brèche de l'Homme Étroit.

## Hydrographie
Le torrent du Tourond est un torrent qui prend sa source sur les contreforts du pic du Tourond, côté Champoléon. Il fusionne avec le torrent de Mal-Cros et coule tranquillement sur un plateau verdoyant au-dessus de la cascade de la Pisse. La cascade de la Pisse ou saut de la Pisse est la cascade formée par une falaise à pic, dont les parois se renfoncent dans la montagne. Cette cascade est d'accès facile, une demi-heure après les chalets des Fermonds. Pour atteindre le sommet de la cascade, deux accès sont possibles depuis le hameau des Fermonds (chemin en rive gauche) ou celui des Borels (chemin en rive droite), qui se rejoignent au pied du refuge du Tourond par un pont sur le torrent. Il est alors possible d'atteindre le sommet de la cascade par l'une ou l'autre rive.
Le torrent du Tourond se jette dans le Drac Blanc un peu en aval du hameau des Borels.
Côté Saint-Michel-de-Chaillol, le torrent de la Pisse se forme sous le sommet et présente quelques cascades. Renforcé par quelques affluents, il devient plus bas le Riou de Buissard qui conflue avec le Drac au sud-ouest de la commune de Buissard. La limite administrative entre cette commune et celle de Saint-Julien-en-Champsaur suit le cours d'eau dans sa partie aval, jusqu'au Drac.